# Walter Tarrach

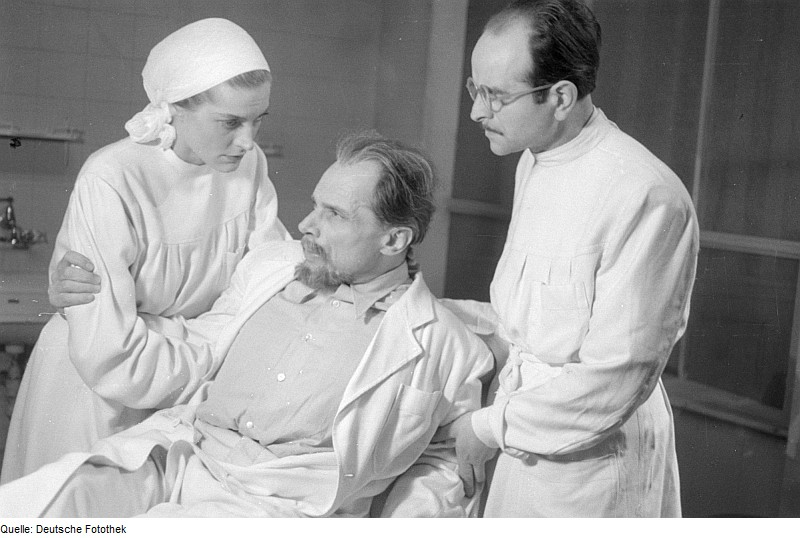
Walter Tarrach (rechts) mit Ruth Eweler (links) und Walter Franck in dem Stück Professor Mamlock am Hebbel-Theater 1946

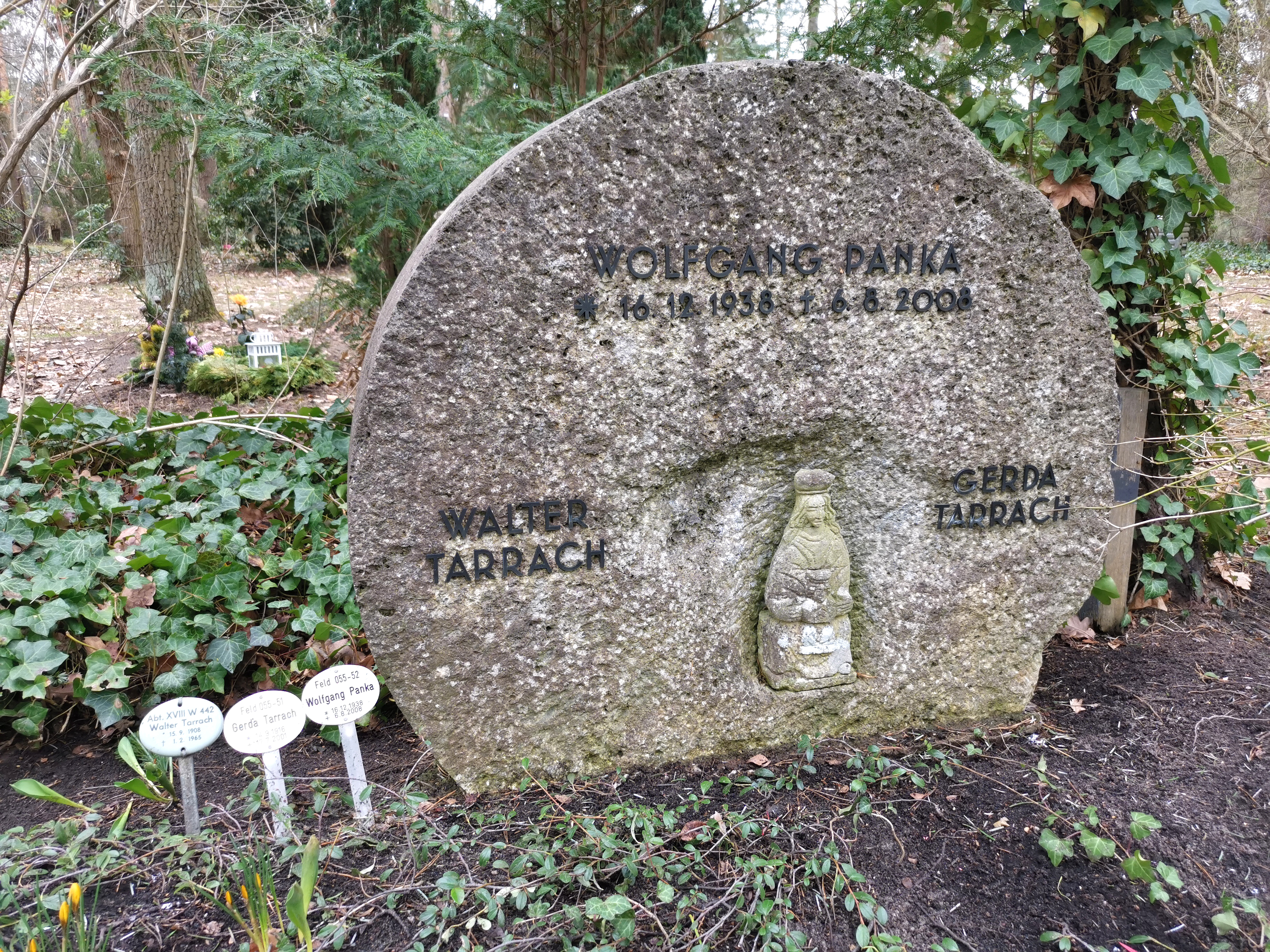
Grabstelle auf dem Waldfriedhof Zehlendorf (Feld 55-51)

Walter Tarrach (* 15. September 1908 in Königsberg, Ostpreußen; † 1. Februar 1965 in West-Berlin) war ein deutscher Schauspieler.

## Leben
Tarrach besuchte nach der Realschule im heimatlichen Königsberg die Schauspielschule des städtischen Theaters von Leipzig (1930–32). 1932 trat er am Stadttheater von Liegnitz sein erstes Engagement an. Im Jahr darauf ging er nach Berlin und band sich die kommenden elf Jahre bis zur Schließung aller Bühnen im Reich an die Preußischen Staatstheater. Bei Kriegsende ging er für drei Jahre ans Hebbel-Theater, 1948 für zwei Spielzeiten ans Renaissance-Theater und 1951 schließlich an die Barlog-Bühnen Schillertheater und Schlossparktheater.
In diesen frühen Jahren sah man Tarrach u. a. in den Stücken Hanneles Himmelfahrt (als Gottwald), Der zerbrochne Krug (als Licht), Fuhrmann Henschel (als Georg), Liliom (als Wolf Beifeld), Die Dreigroschenoper (als Brown), Nachtasyl (als Kleschtsch), Richard III. (als Sir William Catesby) und Die Weber (als Pfeifer).
Ab 1940 kamen auch Filmrollen hinzu, seinen Einstand vor der Kamera gab Tarrach mit einer kleinen Rolle in dem berüchtigten Hetzfilm Jud Süß. Nach dem Krieg wirkte er zunächst in DEFA-Produktionen mit, nach 1950 in bundesrepublikanischen Filmen. Tarrach hat auch Hörspielrollen beim NWDR übernommen.
Seine Grabstätte befindet sich auf dem Waldfriedhof Zehlendorf in Berlin.

## Filmografie (Auswahl)
- 1940: Jud Süß
- 1941: Friedemann Bach
- 1943: Altes Herz wird wieder jung
- 1944: Träumerei
- 1948: Und wieder 48
- 1948: Die seltsamen Abenteuer des Herrn Fridolin B.
- 1949: Rotation
- 1950: Das kalte Herz
- 1951: Torreani
- 1954: Canaris
- 1955: Alibi
- 1958: Mylord weiß sich zu helfen
- 1960: Die Botschafterin
- 1960: Bumerang
- 1962: Das Leben beginnt um acht
- 1963: Der Beste